# 格萊尼施山
46°59′55″N 8°59′55″E / 46.99861°N 8.99861°E

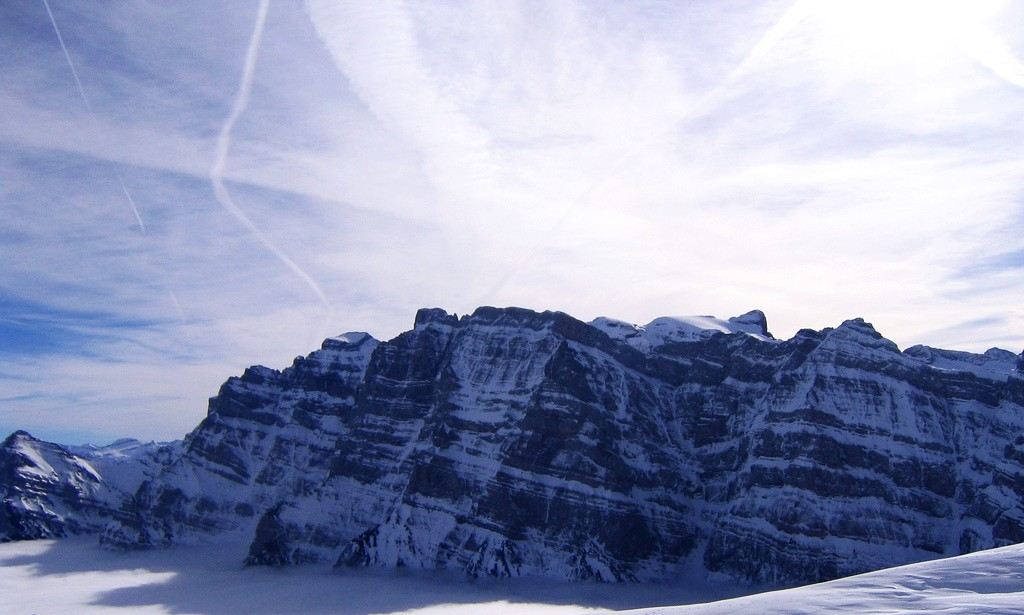

格萊尼施山（Glärnisch），是瑞士的山峰，位於該國中東部，由格拉魯斯州負責管轄，屬於瑞士阿爾卑斯山脈的一部分，俯瞰林特河，海拔高度2,915米。